# Acid Mothers Temple
Acid Mothers Temple & the Melting Paraiso U.F.O. (und alle weiteren Namenszusätze) ist ein japanisches Psychedelic-Rock-Kollektiv um Gitarrist Kawabata Makoto. Die Gruppe wurde 1995 gegründet und bestand in den Anfangsjahren aus sehr vielen Musikern. Seit 2004 wurde das Line-up auf einige ständige Mitglieder und verschiedene wechselnde Gastmusiker reduziert.

## Geschichte
Kawabata Makoto gründete die Band ursprünglich unter dem Namen „Acid Mother’s Temple“ mit der Absicht, „extreme Trip-Musik“ zu produzieren. Seine Einflüsse lagen dabei im Bereich des Progressive Rock, Krautrock und des deutschen Komponisten Karlheinz Stockhausen.
Gemeinsam mit Koizumi Hajime, Suhara Keizo und Cotton Casino bildete Kawabata die ursprüngliche Besetzung von Acid Mother’s Temple, wobei die ersten Aufnahmen alle Kawabatas eigene Kreationen waren. Darauf folgten 1997 die Veröffentlichung des selbstbetitelten Debütalbums sowie die Änderung des Namens in Acid Mothers Temple.
Kollaborationen mit anderen, oft japanischen Bands und unter „abenteuerlichen“ Namen, sind an der Tagesordnung.

## Diskografie

### Acid Mothers Afrirampo
- We Are Acid Mothers Afrirampo! (2005)

### Acid Mothers Gong
- Acid Motherhood (2004)
- Live in Nagoya (2006)
- Acid Mothers Gong Live Tokyo (2006)
- Acid Mothers Gong Live at the Melkweg Amsterdam November 2006 as Part of the Gong Unconvention

### Acid Mothers Temple & The Cosmic Inferno
- Another Band from the Cosmic Inferno European Tour 2005 - Cosmic Funeral Route 666 (2005)
- Just Another Band from the Cosmic Inferno (2005)
- Anthem of the Space (2005)
- Demons from Nipples (2005)
- Iao Chant from the Cosmic Inferno (2005)
- Triger in Triger out (2005)
- Starless and Bible Black Sabbath (2006)
- Ominous from the Cosmic Inferno (2006)
- 2006 Summer Live!! (DVD, 2006)

### Acid Mothers Temple & The Melting Paraiso U.F.O.
- Acid Mothers Temple & The Melting Paraiso U.F.O. (1997)
- Pataphisical Freak out MU!! (1999)
- Wild Gals a Go-Go (1999)
- Live in Occident (2000)
- Troubadours from Another Heavenly World (2000)
- La Nòvia (2000)
- Absolutely Freak out „Zap Your Mind!“ (2001)
- New Geocentric World of Acid Mothers Temple (2001)
- 41st Century Splendid Man (2002)
- Born to Be Wild in the USA 2000 (2002)
- In C (2002)
- Do Whatever You Want, Don't Do Whatever You Don't Want!! (2002)
- Electric Heavyland (2002)
- Live in Japan (2002)
- Univers Zen ou de Zéro à Zéro (2002)
- St. Captain Freak out & The Magic Bamboo Request (2002)
- Magical Power from Mars (2003)
- Last Concert in Tokyo (2003)
- The Day Before the Sky Fell in America Sept 10, 2001 (2003)
- A Thousand Shades of Grey (Split mit Escapade, 2003)
- Hypnotic Liquid Machine from the Golden Utopia (2004)
- Mantra of Love (2004)
- Does the Cosmic Shepherd Dream of Electric Tapirs? (2004)
- The Penultimate Galactic Bordello Also the World You Made (2004)
- Minstrel in the Galaxy (2004)
- Close Encounters of the Mutants (2004)
- Goodbye John Peel: Live in London 2004 (2005)
- Have You Seen the Other Side of the Sky? (2006)
- Power House of the Holy (2006)
- Myth of the Love Electrique (2006)
- Crystal Rainbow Pyramid Under the Stars (2007)
- Nam Myo Ho Ren Ge Kyo (2007)
- Are We Experimental? (2009)
- Dark Side of the Black Moon: What Planet Are We on? (2009)
- Iao Chant from the Melting Paraiso Underground Freak out (2012)
- Son of a Bitches Brew (2012)
- In Search of Lost Divine Arc (2013)
- Astrorgasm from the Inner Space (2014)
- Benzaiten (2015)
- Wake to a New Dawn of Another Astro Era (2016)

### Acid Mothers Temple & The Pink Ladies Blues
- Acid Mothers Temple and the Pink Ladies Blues Featuring the Sun Love and the Heavy Metal Thunder (2004)
- The Soul of a Mountain Wolf (2007)

### Acid Mothers Temple SWR
- Acid Mothers Temple SWR (2005)

### Kawabata Makoto & The Mothers of Invasion
- Hot Rattlesnakes (2002)